# Bidaxsh
Bidaxsh (bidakhsh, également orthographié Pitiakhsh ; dans les sources romaines, Vitaxa) est un titre d'origine iranienne attesté dans diverses langues du Ier au VIIIe siècle. Il n'a pas d'équivalent exact en français, mais il est similaire à un marquis, un toparque ou un seigneur de marche. L’étymologie du terme est controversée et il a été interprété comme signifiant littéralement « l’œil du roi », « second souverain » ou « vice-roi ». Le mot a été emprunté en arménien sous la forme Bdeašx (բդեաշխ) et en géorgien sous les formes Pitiaxshi (პიტიახში) et Patiaxshi (პატიახში).
Le titre est particulièrement présent en Arménie et en Géorgie, où il désigne le gouverneur militaire d'une province, et constitue le titre héréditaire des dynastes de Gugark,. Les sources arméniennes mentionnent quatre bdeašxs en Grande Arménie, désignés par différents noms. Ces quatre bdeašxs sont ceux de Nor Shirakan (Nouvelle Siracène), Aghdznik (Arzanène), Tsopk (Sophène) et Gougark (Gogarène). Selon Cyrille Toumanoff, les bdeašxs d'Arménie sont probablement apparus en lien avec les conquêtes de Tigrane II d'Arménie, en tant que vice-rois chargés de protéger les territoires frontaliers nouvellement conquis.

## Sources
- Stephen H. Rapp, The Sasanian World through Georgian Eyes: Caucasia and the Iranian Commonwealth in Late Antique Georgian Literature, Routledge, 2014 (ISBN 978-1472425522, lire en ligne)
- Werner Sundermann, « Bidaxš », dans Encyclopaedia Iranica, Vol. IV, Fasc. 3, 1989, 242–244 p. (lire en ligne)
- Cyril Toumanoff, Studies in Christian Caucasian History, Georgetown University Press, 1963

## Lecture complémentaire
- Thea Chkeidze, « GEORGIA v. LINGUISTIC CONTACTS WITH IRANIAN LANGUAGES », dans Encyclopaedia Iranica, Vol. X, Fasc. 5, 2001, 486–490 p. (lire en ligne)